# Арін Олег Олексійович
Олег Олексійович Арін (Алекс Беттлер, Рафік Шагі-Акзамович Алієв; нар. 10 грудня 1946, Астрахань) — радянсько-канадський вчений марксистського спрямування. Сфера наукових інтересів: історія, міжнародні відносини, політологія, економіка, соціологія, філософія, природничі науки.
Олег Арін — противник сучасного капіталізму, атеїст і відомий публіцист. Є членом атеїстичних організацій «Фонд свободи від релігії» [Архівовано 21 липня 2015 у Wayback Machine.] і «Захистимо науку від релігії» [Архівовано 17 жовтня 2017 у Wayback Machine.] (США).

## Біографія
Рафік Шагі-Акзамович Алієв народився в м. Астрахань в російсько-татарській сім'ї. Мати працювала продавцем, батько — кочегаром. Закінчив вечірню школу із золотою медаллю, один рік пропрацював на одному з оборонних заводів як вантажник, одночасно брав активну участь в діяльності військово-спортивного загону «Факел» в якості командира оперативного батальйону. У 1966 році вступив на Східний факультет Ленінградського університету ім. А. Жданова. Після закінчення університету в 1971 році вступив до аспірантури Інституту Далекого Сходу в Москві. У 1975 році захистив кандидатську, а в 1988 р. в Інституті світової економіки і міжнародних відносин РАН, СССР — докторську дисертацію за спеціальністю «Історія зовнішньої політики і міжнародних відносин»].
У 1992 р. іммігрував до Канади, де отримав канадське громадянство, офіційно змінив ім'я на Alex Battler. З 1997 р. пропрацював в ряді вищих навчальних закладів Москви в якості запрошеного професора. З 2001 р. жив в Оксфорді (Велика Британія) та Парижі (Франція). В даний час проживає в США (Нью-Йорк).
У різні роки працював на різних посадах в науково-дослідних інститутах: ІДС РАН СРСР, ІСЕМВ РАН СРСР, Інститут суспільних наук при ЦК КПРС, МДІМВ, МЗС РФ, Інститут філософії РАН, був директором Інституту економічних і міжнародних проблем освоєння океану (Владивосток).
Частина діяльності була пов'язана з викладанням в університетах та інститутах Росії (МДУ, Інститут філософії, Міжнародний незалежний еколого-політологічний університет (МНЕПУ), Японії (Нагойський університет), Канади (Університет Британської Колумбії).
З 1970 р. одружений, має двох дітей. Дружина — Валентина Беттлер, поетеса, музикант і художник, відома під творчим псевдонімом Ван Люші. Син — Герман, дочка — Уляна.

## Наукові досягнення: закони і закономірності
Арін є автором ряду законів і закономірностей в області філософії, соціології та теорії міжнародних відносин на основі переосмислення ключових термінів, перетворених їх в поняття і категорії.

### Поняття і категорії
Категорія сила виведена в роботі «Діалектика сили» і позначена автором терміном онтóбія (онтологічна сила) як один з атрибутів буття поряд з такими категоріями як: матерія, рух, час і простір. Атрибутний статус онтóбії дозволив Аріну висунути свою версію концепції Великого вибуху і процесу розширення Всесвіту завдяки космóбії (космічної сили), що виявляється через вакуумну частку, названу ним як Дейон, імовірно, існуючу в просторі темної матерії або енергії. В органічному світі онтóбія перетворюється в оргáбію (органічну силу), що розділяє життя / нежиття. З позиції теорії Аріна життя починається тільки з людини. Теорія онтóбії дозволяє вирішити і проблеми свідомості / думки, їх якісні відмінності і прояви.
У монографії «Суспільство: прогрес і сила (критерії та основні принципи)» Аріна були сформульовані два закони (початки) суспільного розвитку Закон громадської сили і Закон суспільних знань.
У роботі «Про любов, родину і державі» автор визначив закони любові і сім'ї, зв'язані з дією закону зростання ентропії.
У монографії «Двадцять перше століття: світ без Росії» в рамках теорії міжнародних відносин Олег Арін сформулював два закони: геоекономіки — Закон полюса; в геостратегії — Закон центру сили. Він також відновив поняття — Зовнішньополітичний потенціал держави і способи його підрахунку, а також оптимальні пропорції витрат на зовнішню політику відповідно до зовнішньополітичних цілей держави.
У монографії «Азіатсько-тихоокеанський регіон: міфи, ілюзії та реальність» Олег Арін стверджує наукову неспроможність терміна «Азіатсько-тихоокеанський регіон», на основі якого були побудовані теорії і концепції «Тихоокеанського співтовариства».

## Політичні погляди
Арін відносить себе до послідовників марксистсько-ленінського вчення, є противником нинішньої стадії капіталізму взагалі, в Росії зокрема. Ставлення до нинішнього устрою в Росії виражено його афоризмом: «або капіталізм знищить Росію, або Росія знищить капіталізм». У своїх публіцистичних роботах критикує як правих, так і лівих, а також націонал-патріотів. Перших — за прокапіталізм, друге — за необ'єктивну оцінку дійсності, третє — за релігійність. Сам він виступає за соціалізм, адекватний реальностям XXI століття.

## Вибрана бібліографія
У різних країнах опубліковано близько 440 наукових і публіцистичних праць, включаючи 27 книг і монографій, з міжнародної тематики, а також з філософії та соціології.